# Павино (Новосибирская область)
Павино — посёлок в Новосибирском районе Новосибирской области. Входит в Криводановский сельсовет.

## География
Располагается в 32 км западнее Новосибирска возле аэропорта «Толмачёво».
Площадь посёлка — 9 гектаров.

## История
Павино было основано в 1776 году.
В 1926 году здесь проживало 1170 человек.
В связи со строительством второй взлётно-посадочной полосы проживание из-за шума взлетающих самолётов стало невозможным.
В 2009 году для переселения жителей Павина планировали выделить 47 квартир в пятиэтажном жилом доме в Криводановке (на тот момент велось строительство этого здания).

## Население
| 1926 | 2002 | 2007 | 2010 | 2021 |
| ---- | ---- | ---- | ---- | ---- |
| 1170 | ↘112 | ↘63  | ↘0   | →0   |

## Инфраструктура
В посёлке по данным на 2007 год функционирует учреждение здравоохранения.